# Долгие пруды
До́лгие пруды́ (Виногра́довские пруды́) — каскад из двух искусственных водоёмов — Долгого и Нижнего на реке Мерянке, правом притоке Клязьмы. Находится в Северном районе Северо-Восточного административного округа Москвы. Водоёмы разделены плотиной, по которой проходит Долгопрудная аллея. Гидроним каскада произошёл от продолговатой формы, второй — от усадьбы Виноградово. Позднее по прудам были названы город Долгопрудный, Долгопрудненское шоссе, Долгопрудные улица и аллея, платформа Долгопрудная Савёловского направления Московской железной дороги.
Долгий пруд — самый крупный водоём каскада. Площадь водного зеркала составляет 8,5 га, длина — 1,1 км, ширина — 350 метров. Он состоит из двух плёсов — северного и южного. Первый тянется на север вдоль Дмитровского шоссе, его длина равна 750 метрам, ширина — до 140 метров. Второй плёс вытянут на 350 метров в северо-восточном направлении вдоль улицы Мерянки, его ширина доходит до 95 метров. В юго-западной части переходит в Долгопрудненское болото. Пруд имеет небольшой остров размерами 15×5 метров. Берега открытые, естественные, местами заросшие рогозом и аиром. На западной стороне расположен парк «Долгие пруды». Питание пруда осуществляется за счёт вод, которые стекают по ложбине на север. Бетонное сливное устройство с металлической задвижкой позволяет регулировать уровень воды. Водоём используют для околоводного отдыха, прибрежных прогулок и любительской ловли рыбы.
Нижний пруд имеет прямоугольную форму. Его площадь составляет 1 га, длина — 120 метров, ширина — 80 метров. Питание осуществляется за счёт грунтовых вод и стоков с Долгого пруда. Берега водоёма благоустроены.
Каскад является частью созданного в 2020 году фаунистического заказника «Долгие пруды».